# Hypsosinga heri
Hypsosinga heri là một loài nhện trong họ Araneidae.
Loài này thuộc chi Hypsosinga.Loài này được Carl Wilhelm Hahn miêu tả năm 1831.